# Антощенко-Оленев, Валентин Иосифович
Валентин (Флориан) Иосифович Антощенко-Оленев (18 июня [1 июля] 1900, Великая Павловка, Полтавская губерния — 11 июня 1984, Алма-Ата) — советский художник-график. Заслуженный деятель искусств Казахской ССР (1965).

## Биография
Родился в крестьянской семье. С 1916 по 1918 год учился в рисовальной школе Общества поощрения художеств в Петрограде. С 1918 по 1919 год учился в Витебске в студии Марка Шагала. С 1924 по 1928 год учился в Москве на рабфаке искусств. В 1928 году переехал в Казахстан. Там он работал в редакции газет «Советская степь», «Еңбекші қазақ», в журналах «Жаршы» и «Әйел теңдігі».
13 марта 1938 года арестован по ложному доносу. Приговорён к 10 годам тюремного заключения, с последующим поражением в правах на 5 лет. Отбывал срок на Колыме, затем в Магадане. В 1948 освобождён. Продолжал работать в Магадане в издательстве «Советская Колыма». В 1957 году был реабилитирован, после чего переехал в Алма-Ату. Скончался 11 июня 1984 года в Алма-Ате.

## Творчество
Широко известны работы Антощенко-Оленева — графика «Юность отцов» (1958), «Тоска» (1959), «Свобода и смерть» (1962); психологические портреты «И. Жансугуров» (1958), «П. Пикассо», «О. Ренуар» (1962), «И. Жакаев» (1965), «А. Х. Ярмухамедов» (1983); линогравюры из жизни современников «Ярко горят огни новостроек» (1960), «В гости» (1964); замечательная серия картин, посвящённая современному Востоку — «Хива» (1965), «Поэты» (1969).
Ряд его станковых линогравюр посвящён шевченковским темам: «Думы мои, думы» (1961), «В неволе» (1961), «Солдатский хлеб» (1964), «Шевченко и Каракоз» (1964), «Вставайте, кандалы порвите и вражьей злой кровью волю окропите…» (1964), «Восстание» (1964).